# Haplocladium plumulosum
Haplocladium plumulosum är en bladmossart som beskrevs av Theodor Carl Karl Julius Herzog 1942. Haplocladium plumulosum ingår i släktet Haplocladium och familjen Thuidiaceae. Inga underarter finns listade i Catalogue of Life.